# Alexandre Denuelle
Pour les articles homonymes, voir Denuelle.
Alexandre Dominique Denuelle est un peintre et architecte français né à Paris le 18 mars 1818 et mort à Florence le 4 décembre 1879.

## Biographie

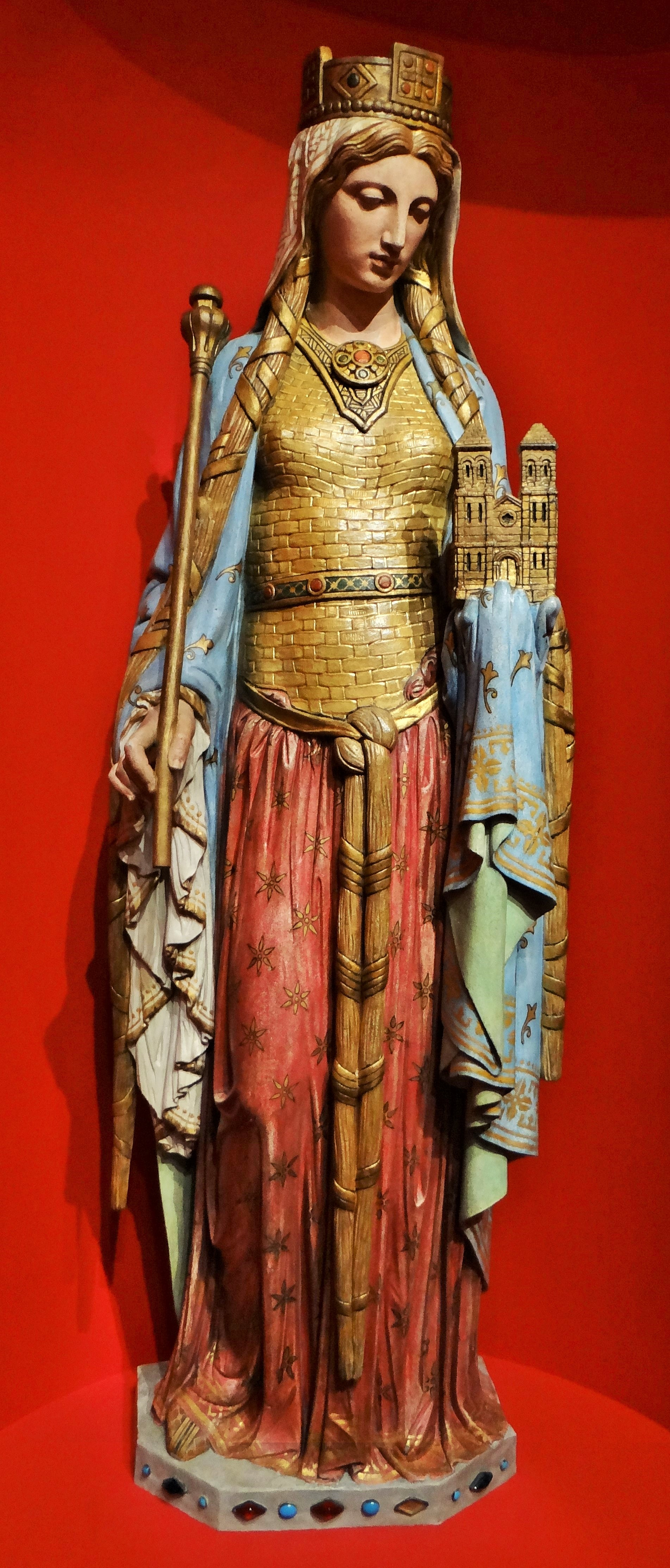
Eugène Guillaume, Sainte Clothilde (1854), polychromie par Alexandre Denuelle, Paris, basilique Sainte-Clotilde.

Alexandre Denuelle commence en 1838 ses études décoratives dans l'atelier du peintre Jean-Baptiste François Bin (vers 1791–1849) avec lequel il a réalisé le plafond de la salle des Batailles du château de Versailles. Il entre ensuite dans l'atelier de Félix Duban pour se perfectionner et où il reste jusqu'en 1842. Il a travaillé avec Duban à la décoration du château du duc de Luynes.
À la fin de 1842, il quitte la France pour l'Italie où il réalise des études qui sont remarquées par des architectes.
En 1847, il commence par exécuter la décoration d'une chapelle absidiale de l'église Saint-Merri de Paris. En 1848, il travaille sur la décoration de l'abbaye de Saint-Germain-des-Prés, puis au palais du Louvre à la décoration du Salon Carré et de la salle des Sept-Cheminées.
En 1849, il œuvre à l'église Saint-Paul de Nîmes dont on lui a donné à réaliser la décoration avec Hippolyte Flandrin qui est chargé de l'exécution des figures. Ce travail commun a conduit la municipalité de Strasbourg de leur confier la décoration picturale et ornementale de la cathédrale.
Il a été peintre de la Commission des monuments historiques, ce qui l'amené à suivre Eugène Viollet-le-Duc dans ses voyages. Cela lui a permis d'assimiler les œuvres des XIIe, XIIIe et XIVe siècles.
La Commission des monuments historiques lui confie la tâche de faire les relevés des peintures du Palais des papes d'Avignon. Il a par la suite fait de nombreux relevés de peintures dans différents monuments.
Il a travaillé à la restauration de la galerie des Cerfs du château de Fontainebleau et au palais de Justice de Paris sous la direction de l'architecte Joseph-Louis Duc.
L'œuvre qui a fait sa réputation est la décoration du chœur de l'abbaye de Saint-Germain-des-Prés où il a secondé le travail d'Hippolyte Flandrin. Il a aussi été chargé de la décoration de la chapelle de la Vierge à l'église Saint-Eustache et de la basilique Sainte-Clotilde de Paris.
A une échelle plus modeste Alexandre Denuelle réalise, entre 1854 et 1857, la riche décoration polychrome de la chapelle Notre-Dame-des-Victoires de Touvent (commune de Châteauroux, dans l'Indre) sur les plans de l'architecte Pierre-Aymar Verdier : cette chapelle néo-romane, d'une grande unité d'inspiration, répondait à une commande du sénateur Amédée Thayer et de sa femme Hortense, fille du général Bertrand.  
En 1859, il fait pour l'hôtel de ville de Lyon la décoration de la chambre de l'empereur et du petit salon de l'impératrice. Il travaille sur la décoration d'un des salons de l'hôtel de M. Schneider. La même année, il réalise des fresques néogothiques représentant la Vie de la Vierge dans la cathédrale de Limoges (chapelle de la Vierge).
Il réalise la décoration provisoire pour le baptême du prince impérial à Notre-Dame de Paris, celle de la chapelle du château impérial de Biarritz et de l'église de la Trinité de Paris. Il exécute la décoration des salons de réception de l'hôtel de préfecture des Yvelines à Versailles et de l'hôtel de préfecture de l'Isère à Grenoble. En 1863, il assurera la décoration de la salle Mollien du palais du Louvre et en 1867, il travaille au pavillon Denon de ce même palais.
En 1868, il réalise la décoration intérieure d'hôtels des Maréchaux situés rue de Tilsitt, ainsi que les salles du musée-bibliothèque de Grenoble.
Après 1873, atteint par la maladie, il s'est limité à travailler à la décoration du chœur de la cathédrale Notre-Dame de Strasbourg et à participer aux travaux de la Commission des monuments historiques, ainsi qu'à à celle des Gobelins.
Il est nommé membre du jury pour l'Exposition universelle de 1878.
Alexandre Denuelle meurt à Florence le 4 décembre 1879 et est inhumé à Menthon-Saint-Bernard, dans la chapelle où reposent Hippolyte Taine et sa fille Thérèse Denuelle, épouse d’Hippolyte Taine.
Son épouse, Louise-Caroline Gautier, morte le 10 juillet 1870 à Châtenay-Malabry, et ses parents, Auguste-Dominique Denuelle - mort le 11 mars 1868 à Paris - et Marie-Thérèse Michau - morte le 6 décembre 1873 à Paris -, sont inhumés à Paris au cimetière de Montmartre (21e division).

## Dessins d'architecture
- Paris, École nationale supérieure des beaux-arts :
  - Maison des fontaines à Pompéi, 1842, aquarelle, 24,7 × 41,4 cm[4],[5].
  - Peintures de Pompéia, musée de Naples, graphite, aquarelle, trait d'encadrement à la plume et encre noire, 27,5 × 20,3 cm[6],[5].
  - Décor mural du Macellum, aquarelle, 19,7 × 30,6 cm[7],[5].

## Récompenses et distinctions
- Médaille de troisième classe en 1844, puis de deuxième classe en 1849.
- Médaille de seconde classe à l'Exposition universelle de 1855.
- 1858 : chevalier de la Légion d'honneur.
- 1874 :  Officier de la Légion d'honneur après l'Exposition universelle de 1873 à Vienne, par décret du 23 août 1874.